# De Walvisch (Schiedam)
De Walvisch is een stellingmolen in Schiedam. De molen aan de Westvest werd gebouwd in 1794 en de eerstesteenlegger was A. Nolet. (De familie Nolet is nog steeds bekend in Schiedam om haar jenever en de hoogste stenen molen De Nolet.) De molen is benaamd naar de Groenlandse walvisvaart die aan het eind van de 18e eeuw een bloeiperiode kende. De Walvisch werd gepacht door 26 stokers. Hij maalde granen voor de jenever. Rond 1900 verloor de molen tijdens een storm een stuk binnenroede; acht maanden heeft het geduurd voor hij weer 4 wieken had.
In 1928 werd hij verkocht aan de toen nog jonge vereniging De Hollandsche Molen uit Amsterdam. In december 1938 was er brand in De Walvisch. Na de brand ging de molen weer malen. De Walvisch maalde een tijdje zelfs magnesium; dit levert een medicijn en zuiver koolzuurgas op, dat werd verkocht aan de priklimonadefabriekjes die Schiedam in die jaren kende.
In de jaren ’50 ging molenaarsfamilie Kluit er een molenaarsbedrijf in beginnen. Bijzonder was dat zij ook in de molen woonden. Kluit kwam van molen De Noord in Rotterdam die op het Oostplein stond en in 1954 was afgebrand. In het begin van de jaren ’70 moest de balie worden gerestaureerd en de buitenkant van de wieken en een geheel nieuwe kap werd geplaatst. Na onderzoek in 1982 was een nieuw bovenwiel nodig en geplaatst. - Ze gingen in De Walvisch kant en klare broodbakpakketten produceren. Tot 14-02-1996 was dat bedrijf in De Walvisch, want op die dag brandde hij door kortsluiting af. Alleen de romp bleef staan. Dankzij vele acties van Schiedamse bedrijven, instellingen en burgers was de restauratie van De Walvisch mogelijk gemaakt. In 1999 was De Walvisch weer draaivaardig en 2002 weer maalvaardig. De molen heeft drie maalkoppels, die voorzien zijn van een pennetjeswerk. Sinds 2002 is in de molen een molenwinkel gevestigd.
De Vereniging De Hollandsche Molen heeft de molen overgedragen aan Stichting De Schiedamse Molens. Deze stichting begon in 2017 met een grote verbouwing, waarna in februari 2018 De Walvisch de functie van museummolen kreeg, in plaats van molen De Nieuwe Palmboom.

## Zie ook

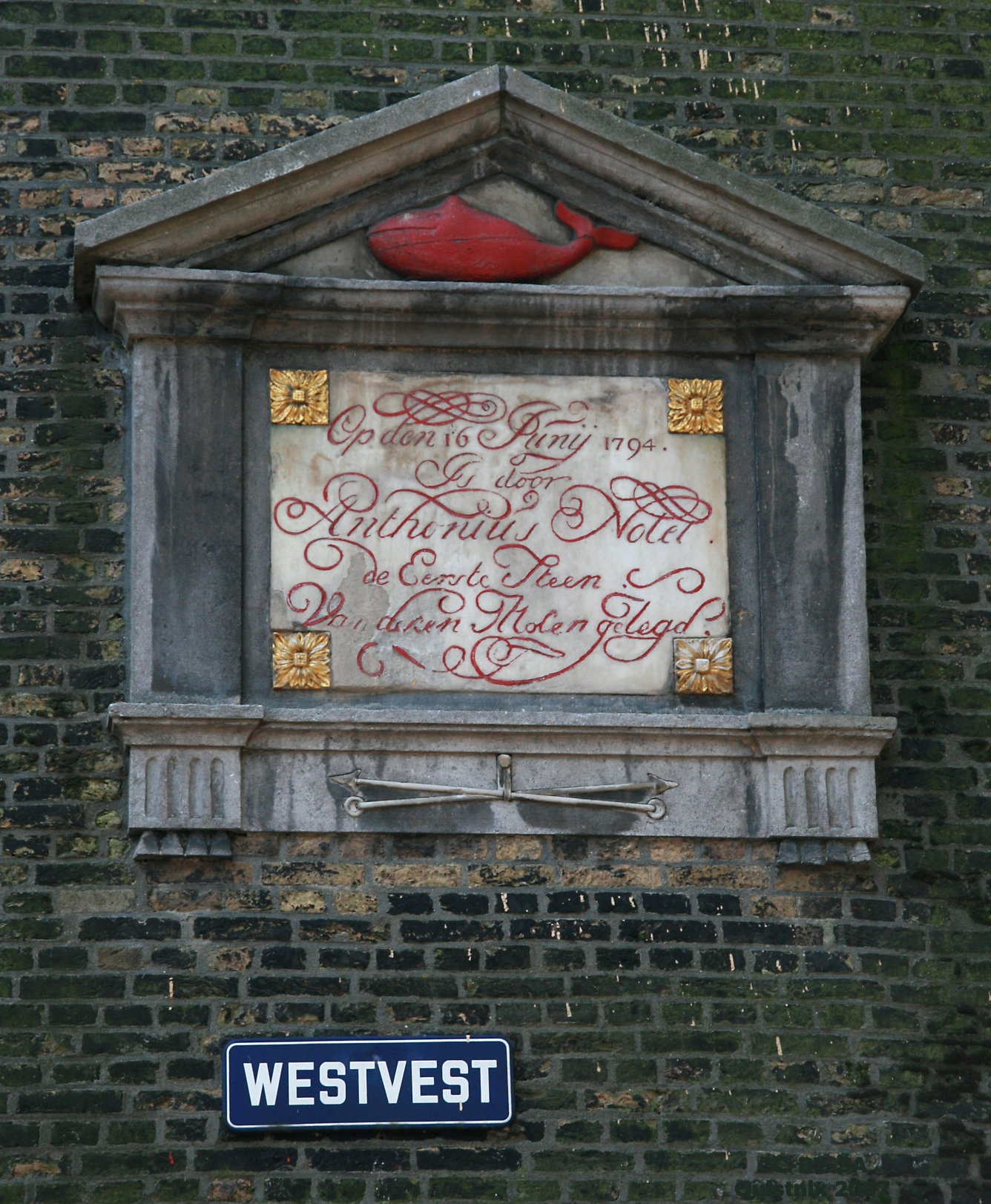
Gevelsteen